# Zonnewende

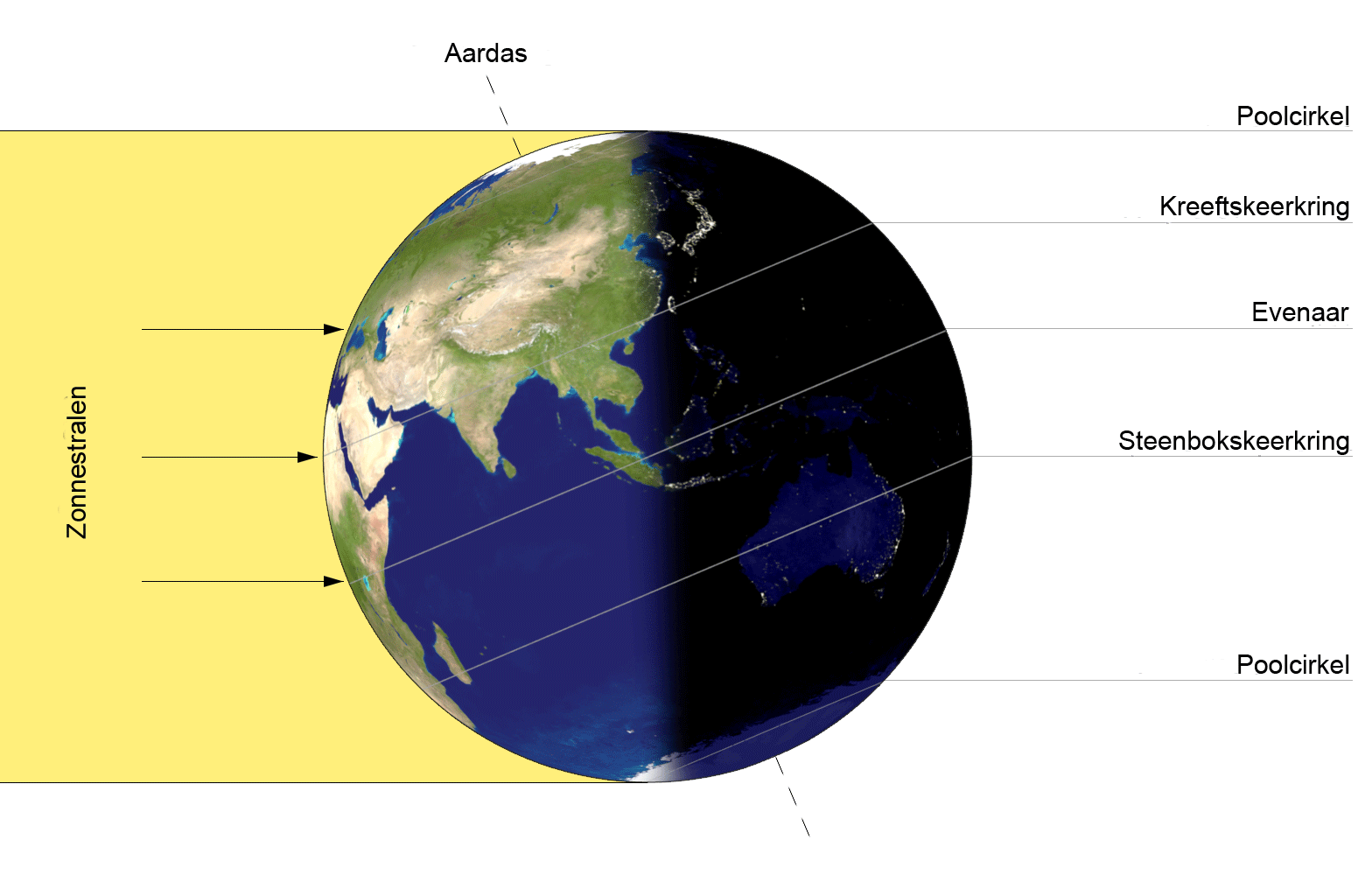
Stand van de aardas tijdens de zomerwende. Op het noordelijk halfrond bereikt de zon haar hoogste punt. Ten noorden van de noordpoolcirkel wordt het op deze dag niet donker.

De zonnewende (Latijn: solstitium oftewel zonnestilstand) is de gebeurtenis waarbij de zon, gezien vanaf de aarde, haar noordelijkste of zuidelijkste positie bereikt. De zon staat dan recht boven een van beide keerkringen: de Kreeftskeerkring in het noorden of de Steenbokskeerkring in het zuiden.
Naarmate de zon schijnbaar in de richting van de Kreeftskeerkring beweegt, worden de dagen op het noordelijk halfrond langer en op het zuidelijk halfrond juist korter. Wanneer de zon schijnbaar naar de Steenbokskeerkring beweegt, is dit andersom. Deze schijnbare beweging keert letterlijk om op het moment van de zonnewende.
Het middelpunt tussen beide punten wordt bereikt als de zon precies loodrecht boven de evenaar staat. Er is dan sprake van een equinox of dag-en-nachtevening. Dag en nacht zijn dan overal op aarde even lang.

## Zomer- en winterwende
Er kunnen een zomerwende en een winterwende worden onderscheiden. Op het noordelijk halfrond vinden ze respectievelijk plaats in juni ("juniwende") en in december ("decemberwende"), op het zuidelijk halfrond is dat andersom.
De wendes zijn overal op aarde op hetzelfde moment. Het tijdstip is daarom in UTC gegeven.
- De juniwende is meestal op 21 juni, maar soms (in een schrikkeljaar) op 20 juni kort voor middernacht.
- De decemberwende is meestal op 21 december, maar in de een of twee jaren voorafgaande aan een schrikkeljaar op 22 december.
- De zomerwende of midzomer (Latijn: solstitium aestivum) luidt het begin in van de zomer. De dag is dan het langst.
- De winterwende of midwinter (Latijn: solstitium brumale) luidt het begin van de winter in. De dag is dan het kortst.

Rond de winterwende komt de zon ten noorden van de noordpoolcirkel respectievelijk ten zuiden van de zuidpoolcirkel niet meer boven de horizon. Hoe meer men richting de polen gaat, hoe meer dagen per jaar dit het geval is.
| 2016 | 20 | 04:31 | 20 | 05:31 | 20 | 22:35 | 21 | 00:35 | 22 | 14:21 | 22 | 16:21 | 21 | 10:45 | 21 | 11:45 |
| 2017 | 20 | 10:29 | 20 | 11:29 | 21 | 04:25 | 21 | 06:25 | 22 | 20:02 | 22 | 22:02 | 21 | 16:29 | 21 | 17:29 |
| 2018 | 20 | 16:15 | 20 | 17:15 | 21 | 10:07 | 21 | 12:07 | 23 | 01:54 | 23 | 03:54 | 21 | 22:22 | 21 | 23:22 |
| 2019 | 20 | 21:58 | 20 | 22:58 | 21 | 15:54 | 21 | 17:54 | 23 | 07:50 | 23 | 09:50 | 22 | 04:19 | 22 | 05:19 |
| 2020 | 20 | 03:50 | 20 | 04:50 | 20 | 21:43 | 20 | 23:43 | 22 | 13:31 | 22 | 15:31 | 21 | 10:03 | 21 | 11:03 |
| 2021 | 20 | 09:37 | 20 | 10:37 | 21 | 03:32 | 21 | 05:32 | 22 | 19:21 | 22 | 21:21 | 21 | 15:59 | 21 | 16:59 |
| 2022 | 20 | 15:33 | 20 | 16:33 | 21 | 09:14 | 21 | 11:14 | 23 | 01:04 | 23 | 03:04 | 21 | 21:48 | 21 | 22:48 |
| 2023 | 20 | 21:25 | 20 | 22:25 | 21 | 14:58 | 21 | 16:58 | 23 | 06:50 | 23 | 08:50 | 22 | 03:28 | 22 | 04:28 |
| 2024 | 20 | 03:07 | 20 | 04:07 | 20 | 20:51 | 20 | 22:51 | 22 | 12:44 | 22 | 14:44 | 21 | 09:20 | 21 | 10:20 |
| 2025 | 20 | 09:02 | 20 | 10:02 | 21 | 02:42 | 21 | 04:42 | 22 | 18:20 | 22 | 20:20 | 21 | 15:03 | 21 | 16:03 |
| 2026 | 20 | 14:46 | 20 | 15:46 | 21 | 08:25 | 21 | 10:25 | 23 | 00:06 | 23 | 02:06 | 21 | 20:50 | 21 | 21:50 |

## Folklore

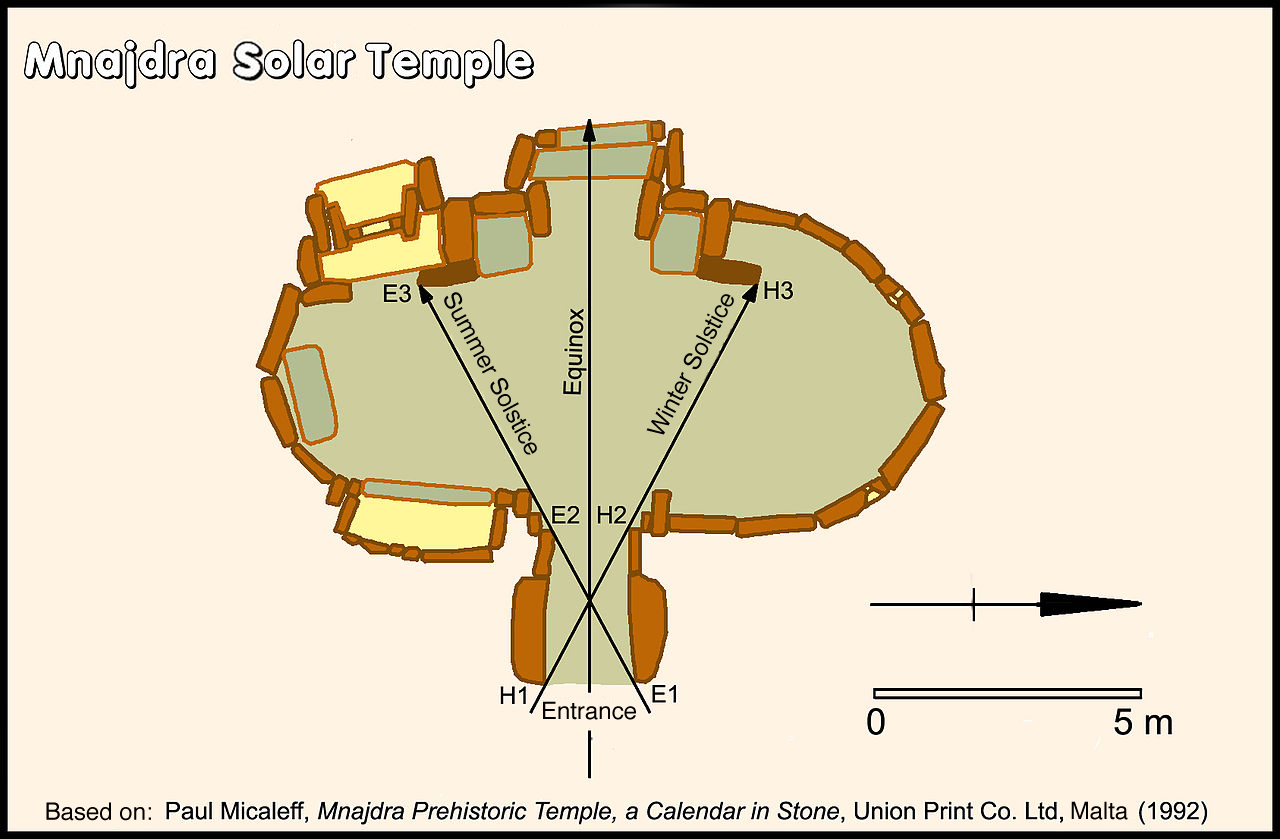
Schematische weergave van de equinoxen en zonnewendes in de Megalithische tempels van Mnajdra

De zonnewendes en equinoxen (in juni verrijst Sué boven Monserrate, in december boven Cerro de Guadalupe, tijdens de equinoxen van maart en september vanuit de vallei tussen deze twee punten

Van een aantal schriftloze culturen is bekend dat men het verschijnsel van de zonnewende kende en mogelijk van groot belang achtte (bijvoorbeeld Stonehenge en de neolithische kringgreppel van Goseck). Mogelijk vierde men ook toen al feesten tijdens beide gebeurtenissen. Deze feesten spelen in diverse moderne culturen nog steeds een rol.

### Midwinterse lichtfeesten en verband met Kerstmis
Al duizenden jaren wordt de winterwende in vele culturen op het noordelijk halfrond als feest gevierd, omdat dit solstitium het moment bepaalt waarop het licht na een periode van duisternis en verwijdering, als het ware rechtsomkeert maakt en de dagen weer gaandeweg beginnen te lengen. Daarom ging het feest rond de winterwende veelal gepaard met het maken van veel licht en vuur. Soms werd een brandend wiel of rad gebruikt, dat ook de zon symboliseerde. Het midwinterse lichtfeest stond onder meer bekend als yule of joelfeest.
De datum voor het christelijke feest van Kerstmis - 25 december - gaat wellicht terug op de datum van de winterzonnewende in de oude Romeinse kalender. Sinds de vierde eeuw na Chr. werd op 25 december het feest van Sol Invictus, de Onoverwinnelijke Zon gevierd. Het christendom heeft die datum vermoedelijk overgenomen omdat Christus met de zon werd geassocieerd. Een vroege Romeinse zonnewendeviering waren de saturnaliën ter ere van de god Saturnus, die vanaf de vijfde eeuw v.Chr. op 21 december gehouden zouden zijn.
In Zweden, Noorwegen, Denemarken, Finland en IJsland wordt nog altijd het Luciafeest (een lichtfeest) gevierd. In Nederland kent Beek een jaarlijks Luciafeest.
Ook op het zuidelijk halfrond zijn midwinterse lichtfeesten bekend, zoals het Inti Raymi.

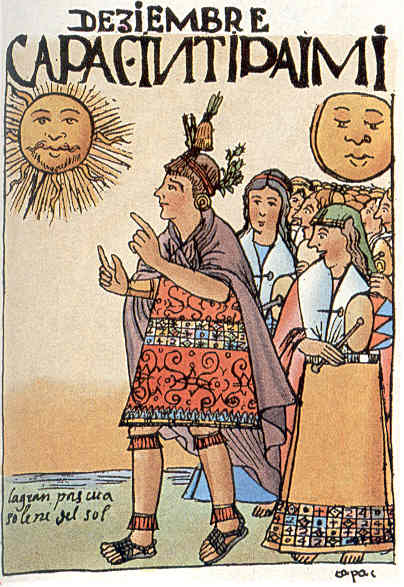
Inti Raymi, festival van de zon aan het begin van het jaar tijdens wintersolstitium, 1615
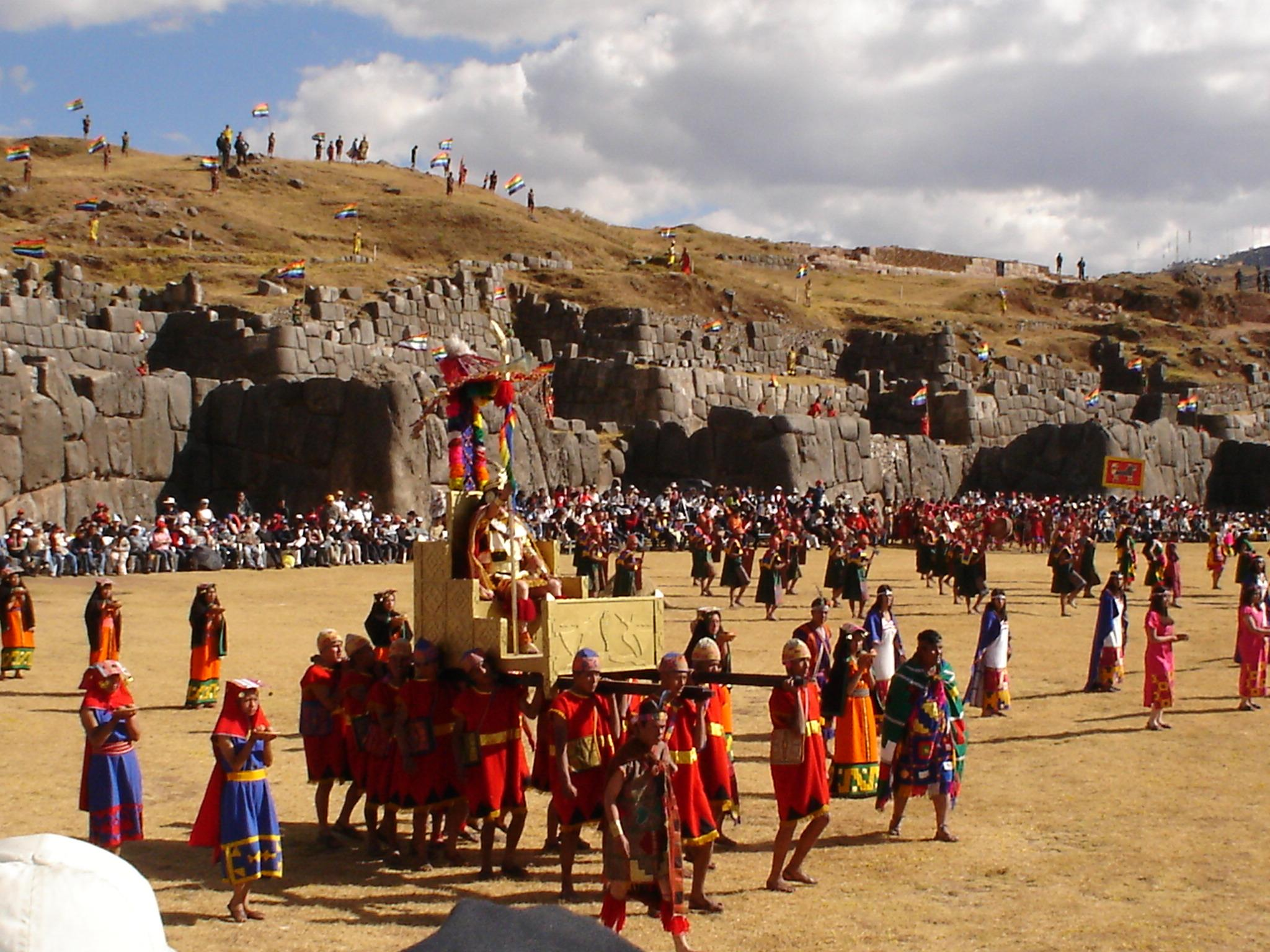
Inti Raymi in Cuzco, 2005
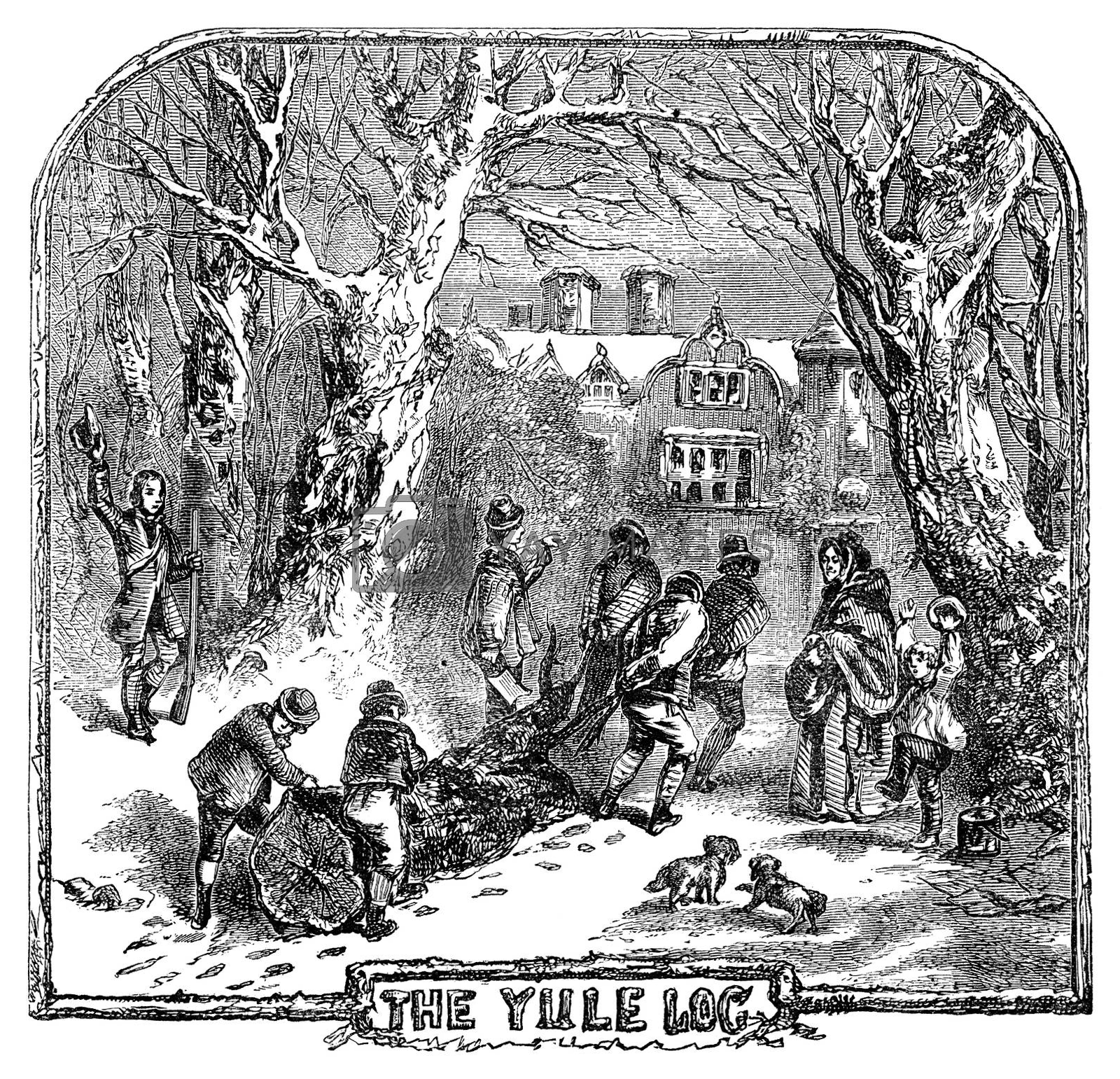
Het joelblok wordt gehaald voor de viering van het joelfeest, 1832
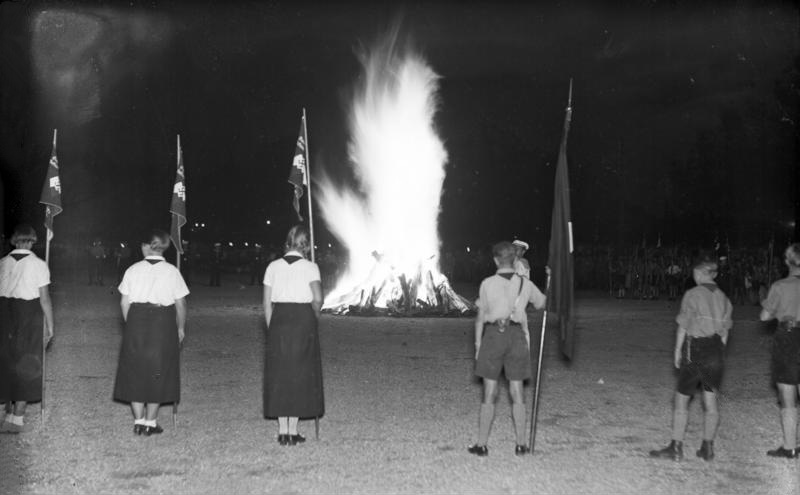
Hitlerjugend en Bund Deutscher Mädel bij een zonnewendefeest in 1933.
- Schallen van midwinterhoorns, 2018

### Midzomer

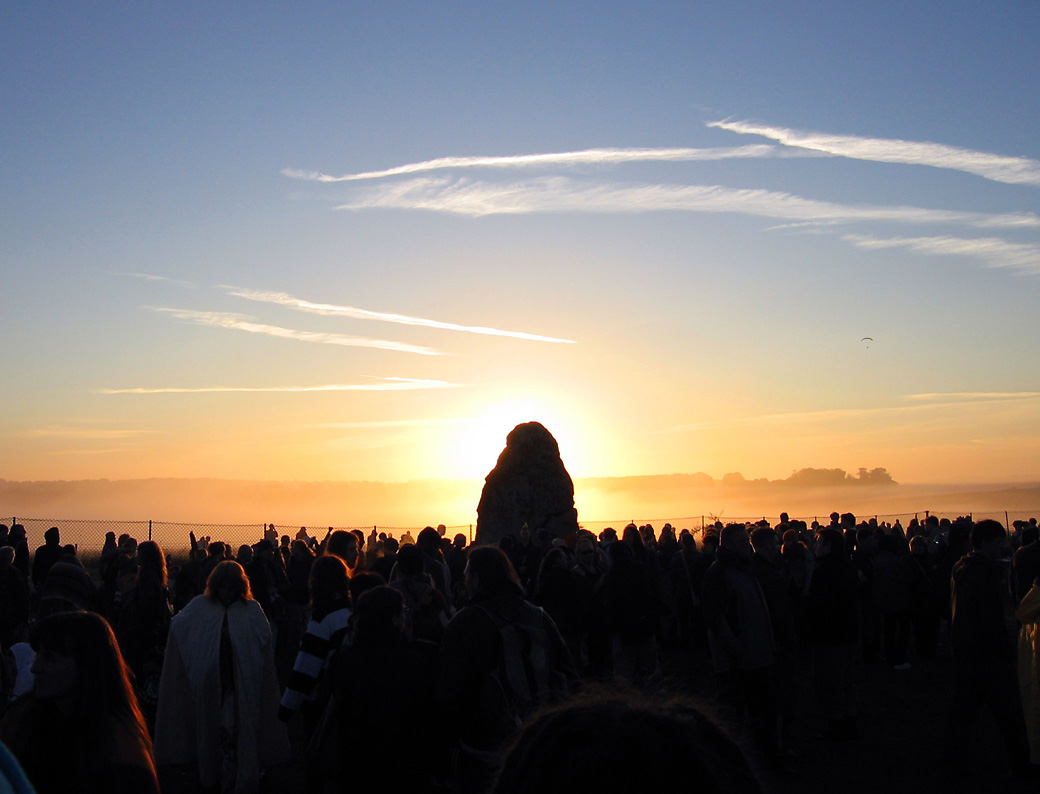
Stonehenge, het neolithische monument op de vlakten van Salisbury in het Engelse graafschap Wiltshire. Ieder jaar op 21 juni verschijnen de eerste stralen van de opkomende zon hier, gezien vanuit de steencirkel, precies vanachter de reusachtige Heel Stone.

In de Saksische traditie en onder aanhangers van hedendaagse natuurreligies zoals wicca, paganisme en hekserij wordt op de dag van het zomersolstitium, 21 juni, het lithafeest gevierd als tegenhanger van het midwinterse joelfeest. Afhankelijk van landstreek en/of precieze geloofsovertuiging staat het lithafeest met name in het Verenigd Koninkrijk, Ierland en Scandinavië ook wel bekend als Feil-Sheathain (Iers), Jani, Alban Hefin, Juhannus (Fins), Midsommarafton (Zweeds), Sankt Hans (Deens) of Saint John's Eve (Engels). Ook in Nederland is het feest (of: de nacht) van Sint-Jan (24 juni) bekend. In Laren NH vindt jaarlijks op de zondag het dichtst bij 24 juni de St. Jansprocessie plaats. In Litouwen wordt Joninės gevierd tijdens midzomer. Dit werd in het verleden onder andere op de Raganų kalnas (heksenheuvel) gevierd. In Rusland kent men Иван-Купала (Ivan Koepala) en in Polen Noc Kupały of Noc Świętojańska. In Letland viert men Jāņi.
In Groot-Brittannië is de verwelkoming van de zomerzon tijdens het solstitium van 21 juni uitgegroeid tot een traditioneel festijn waarvoor duizenden geïnteresseerden zich gedurende de nacht van 20 op 21 juni verzamelen rond het prehistorische steencirkel-monument Stonehenge op de Salisbury Plains, dicht bij het dorpje Amesbury in het graafschap Wiltshire.
Gelijkgestemden vieren er feest en maken muziek. Neodruïden, witte heksen, wichelroedelopers en aanhangers van natuurgodsdienst, sekten en aanverwante systemen van geloof, zoals ufo-fanaten en andere theoretici van de grenswetenschappen, maken er jaarlijks hun opwachting om gezamenlijk getuige te kunnen zijn van de eerste zonsopgang na het solstitium. Alleen dan namelijk komt de zon exact achter de zogenaamde Heel Stone op, een onmiskenbare steenkolos in een van de tegenwoordig vrijwel niet meer herkenbare verre buitenringen van het monument, die volgens sommige theorieën een prominente rol moeten hebben gespeeld als het vaste ijkpunt dat nodig was om Stonehenge te kunnen gebruiken als calendarium, observatorium voor zon, maan en sterren.

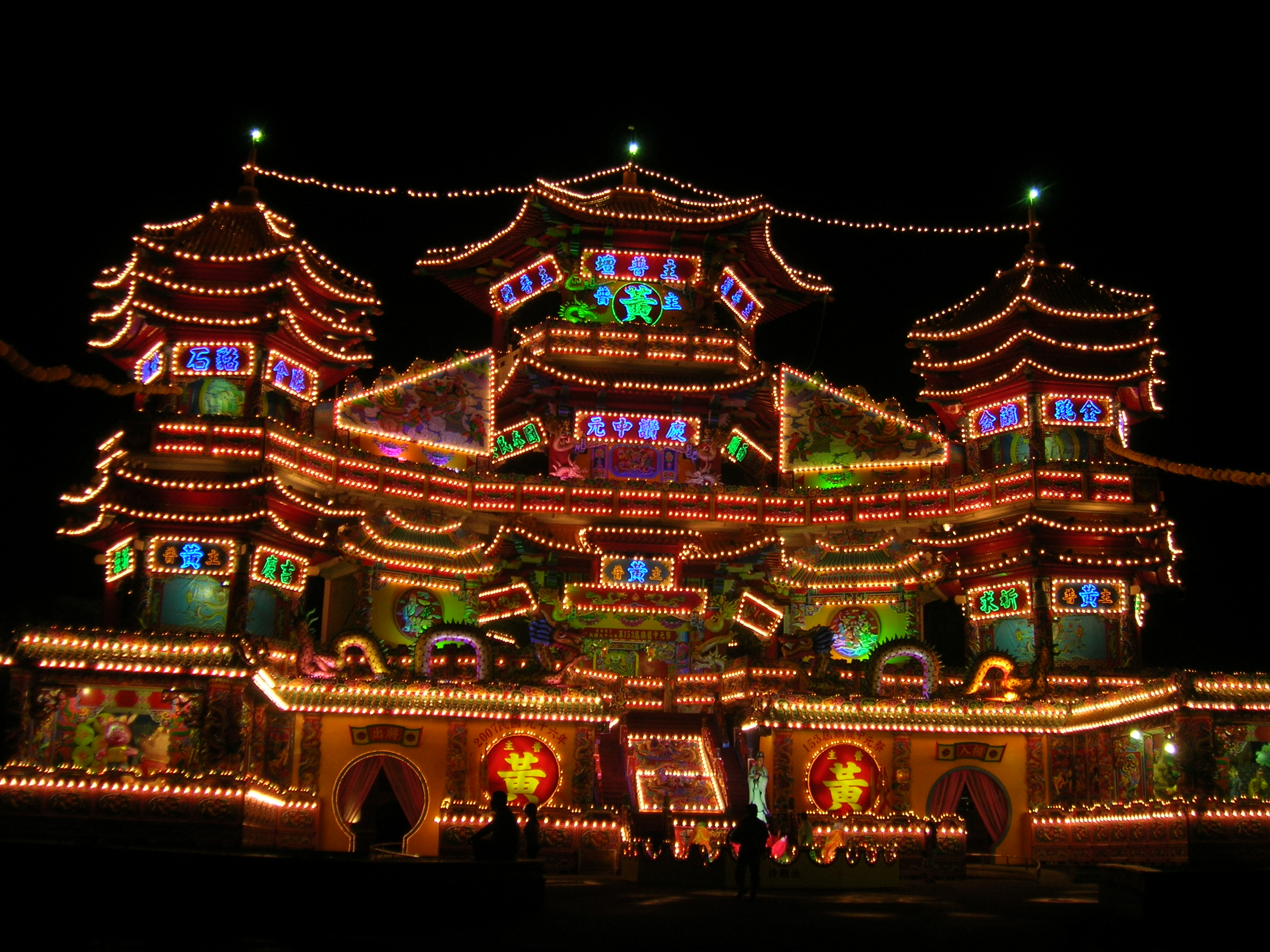
Midsummer Ghost Festival, Keelung, Taiwan
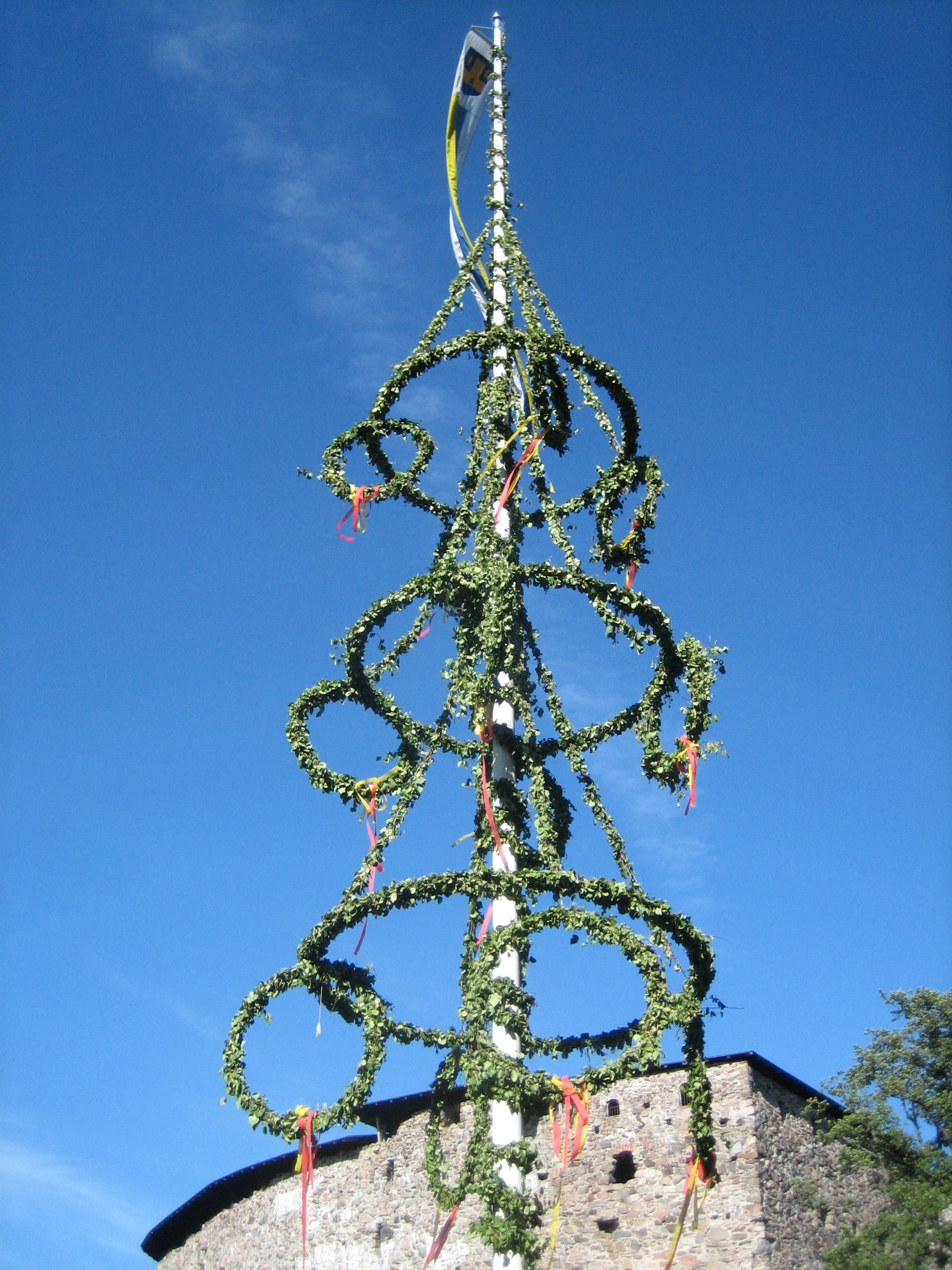
Midzomerpaal of meiboom in Finland
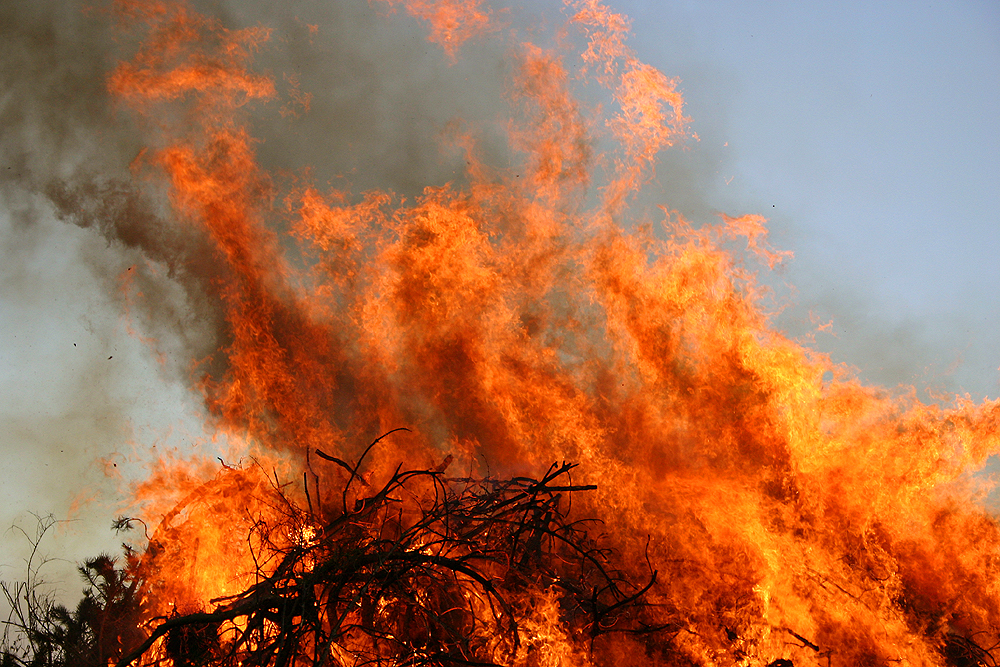
Midzomervreugdevuur in Denemarken
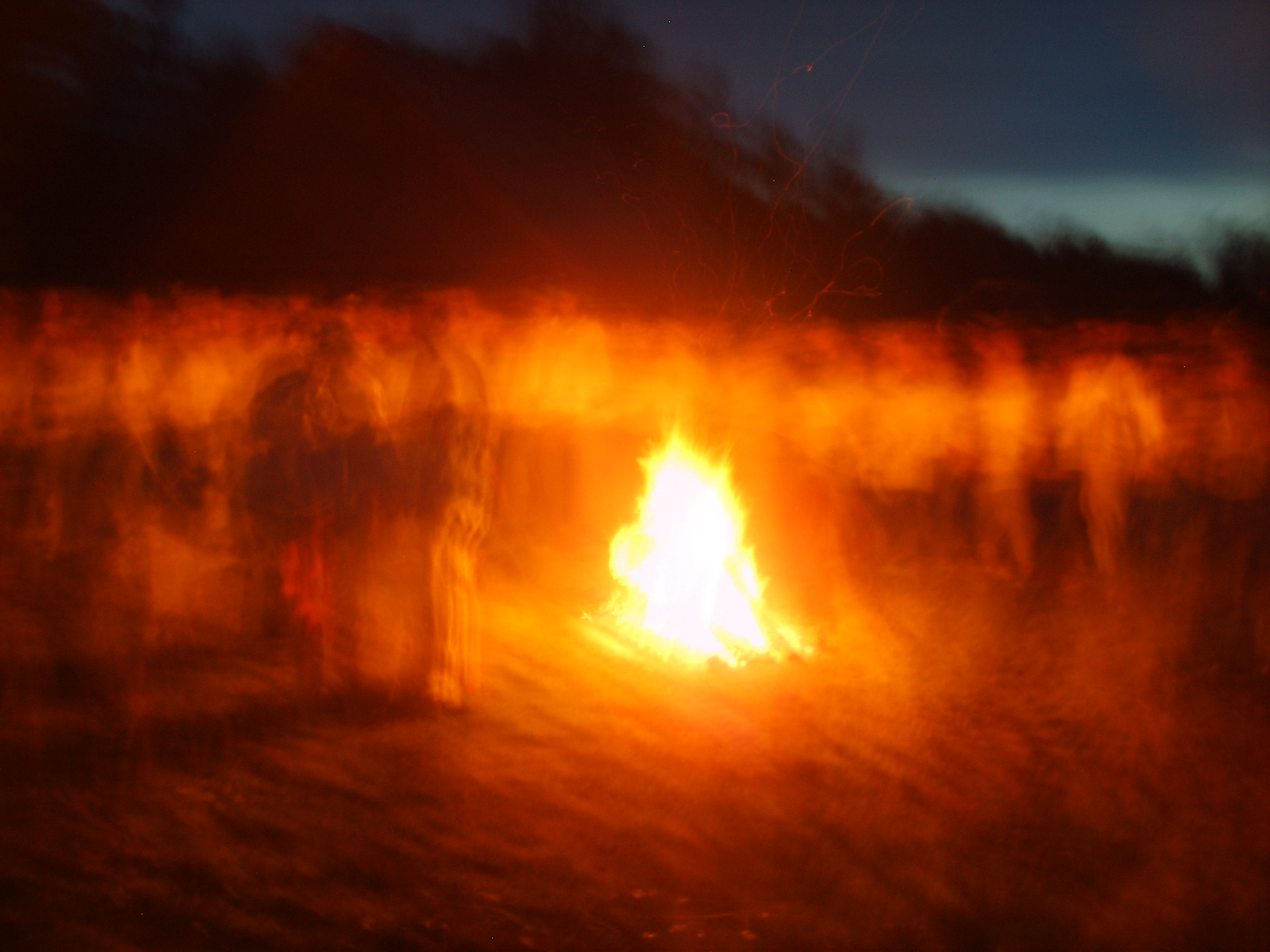
Dansen rond het vuur tijdens Jāņi
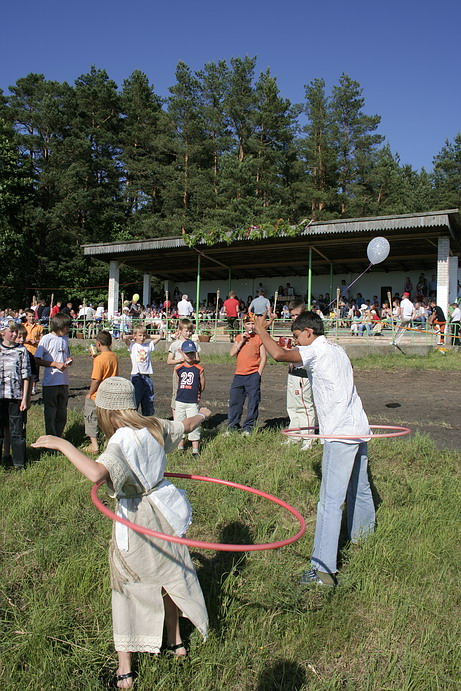
Viering van Joninės in Vepriai
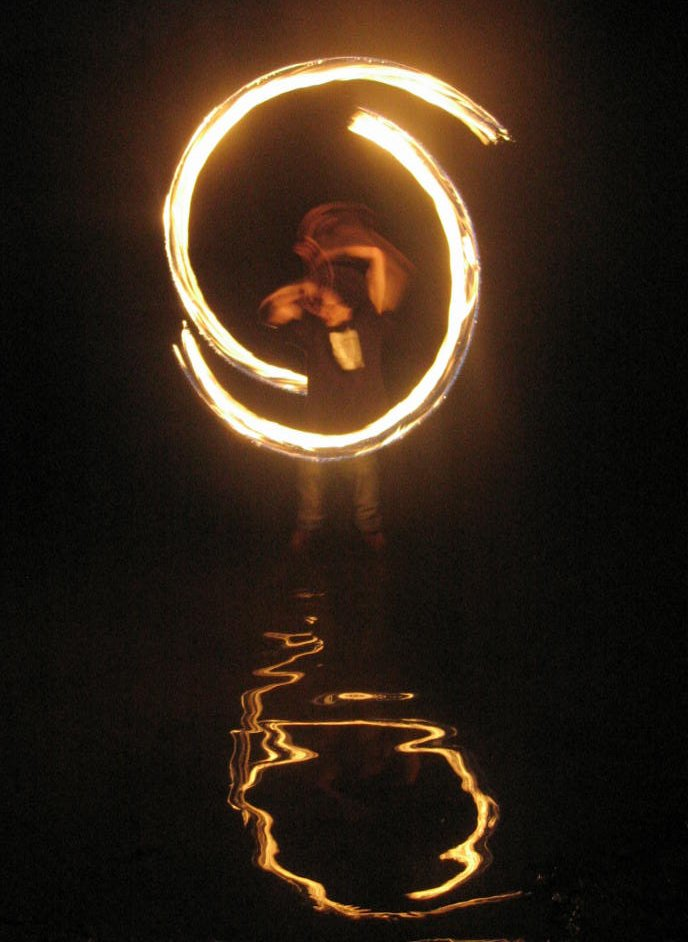
Vuurdans met poi, Ivan Koepala-nacht
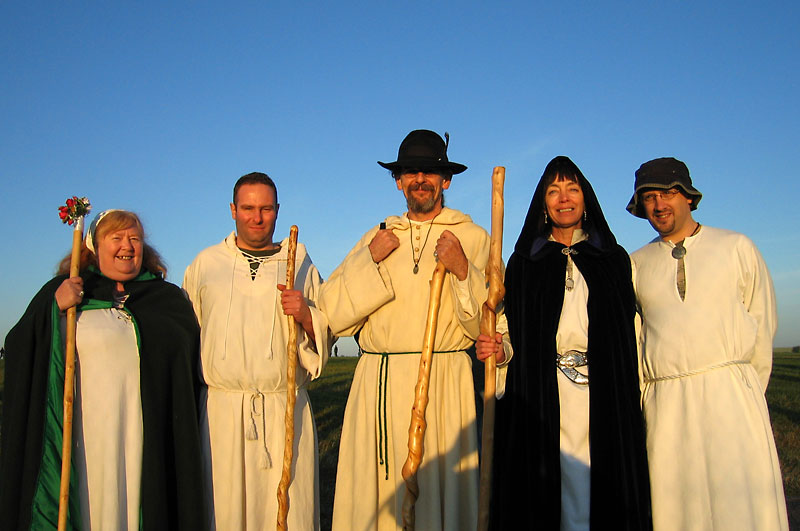
Druïden bij Stonehenge
- Bioscoopjournaal uit 1943. NSB-propagandafilm over een zomerzonnewendefeest met sportwedstrijden van de verschillende onderdelen der Germaanse SS in Nederland.
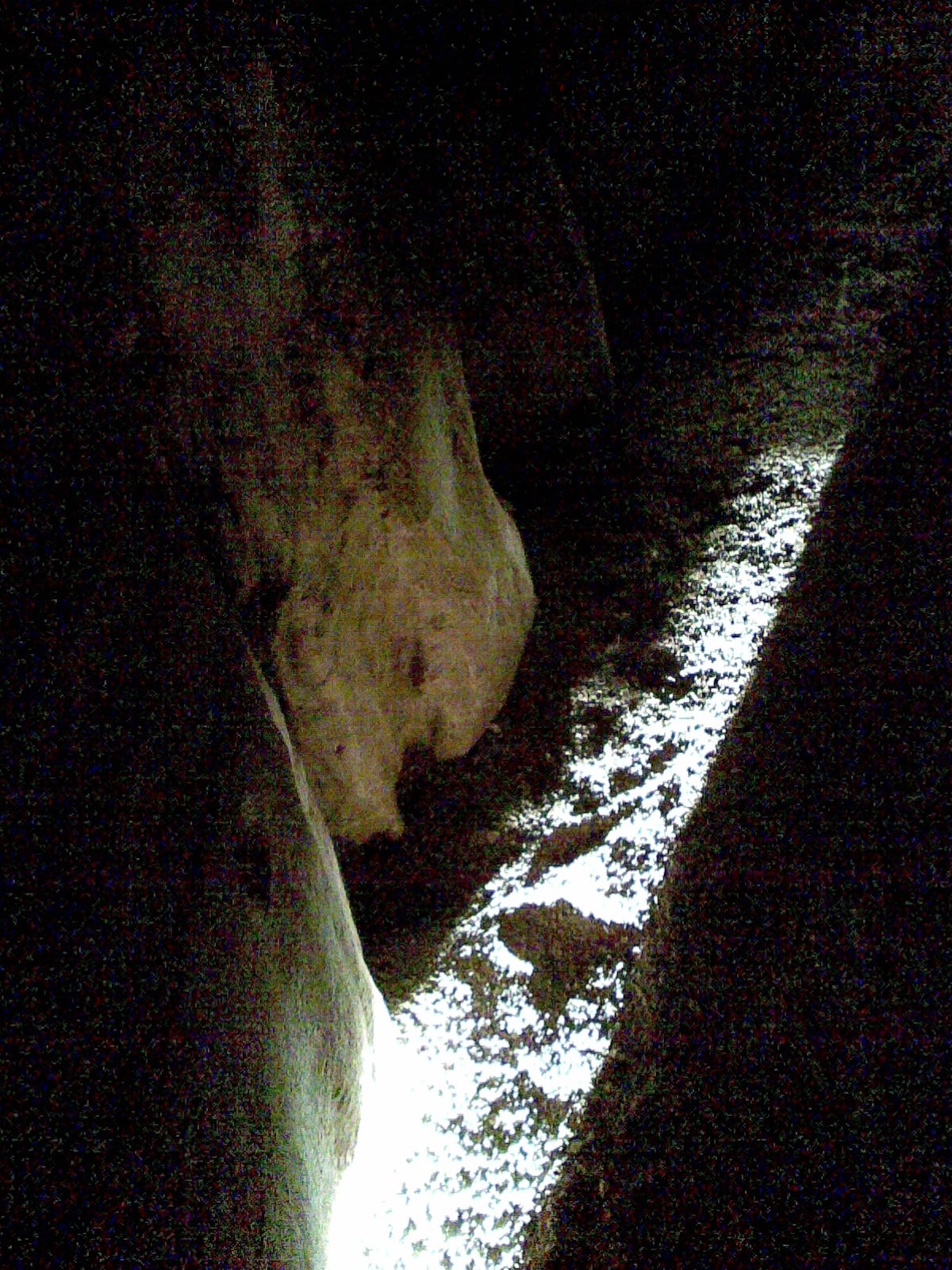
De zonnewende bij Newgrange, 2013

## Bepaling van de dag van de zonnewende

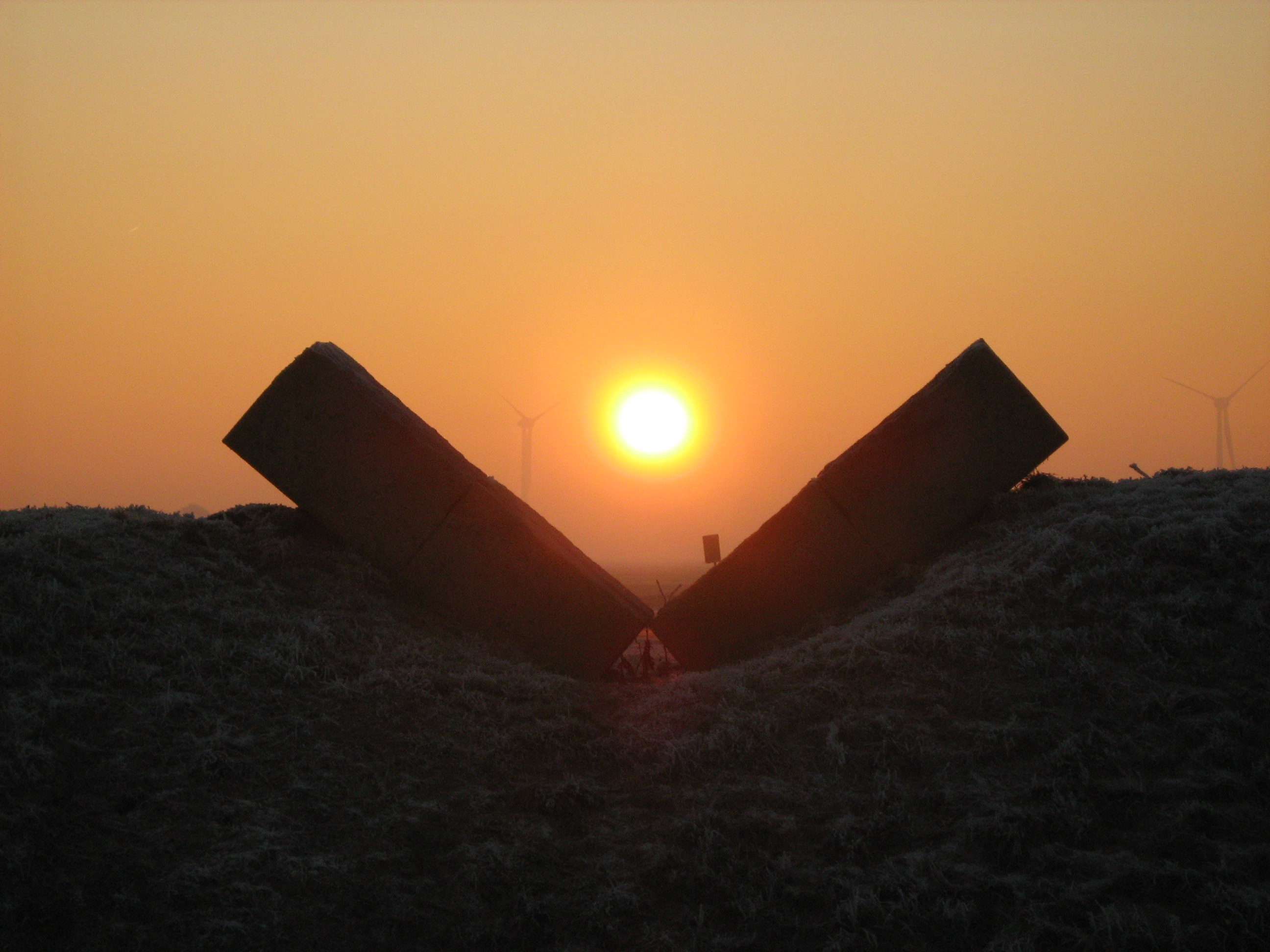
Zonsopkomst op 22 december 2007, foto genomen vanuit het Observatorium in Flevoland

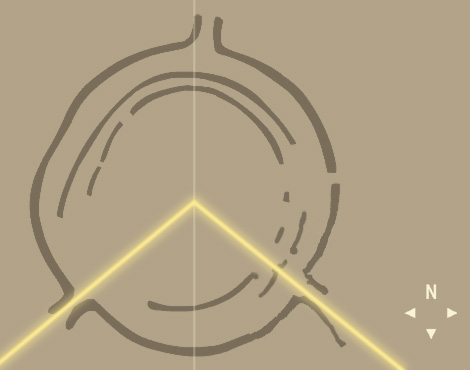
De richting van zonsopkomst en zonsondergang tijdens de winterzonnewende in het Goseck-observatorium

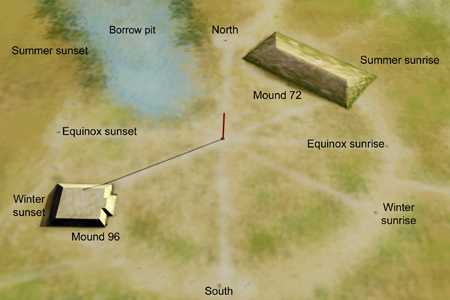
Illustratie van een gedeelte van Cahokia Mounds, de overblijfselen van de woodhenge bij heuvel 72 en heuvel 96 tonen zonsopkomst en zonsondergang op de langste dag, de kortste dag en de equinoxen

In de prehistorie, al voordat klokken en kalenders bestonden, konden mensen de dag van de zonnewende bepalen. Zij kenden niet de noorder- en zuiderkeerkring, maar zagen wel elke dag de zon een baan langs de hemel beschrijven. Elke dag komt de zon op een ander punt aan de horizon op, en gaat zij op een ander punt onder. Ook is de maximale hoogte die de zon bereikt aan de hemel op elke dag anders. Als het zomer gaat worden, gaat de zon steeds noordelijker op- en onder, en komt zij ook rond het middaguur steeds hoger aan de hemel staan. Na de zonnewende van de zomer gaat ze weer terug.
Een zonnewende was vroeger te bepalen door het gebruiken van voorwerpen zoals stenen, stokken of bouwwerken, die bijvoorbeeld door hun schaduw elk jaar opnieuw het tijdstip van de zonnewende aangaven.

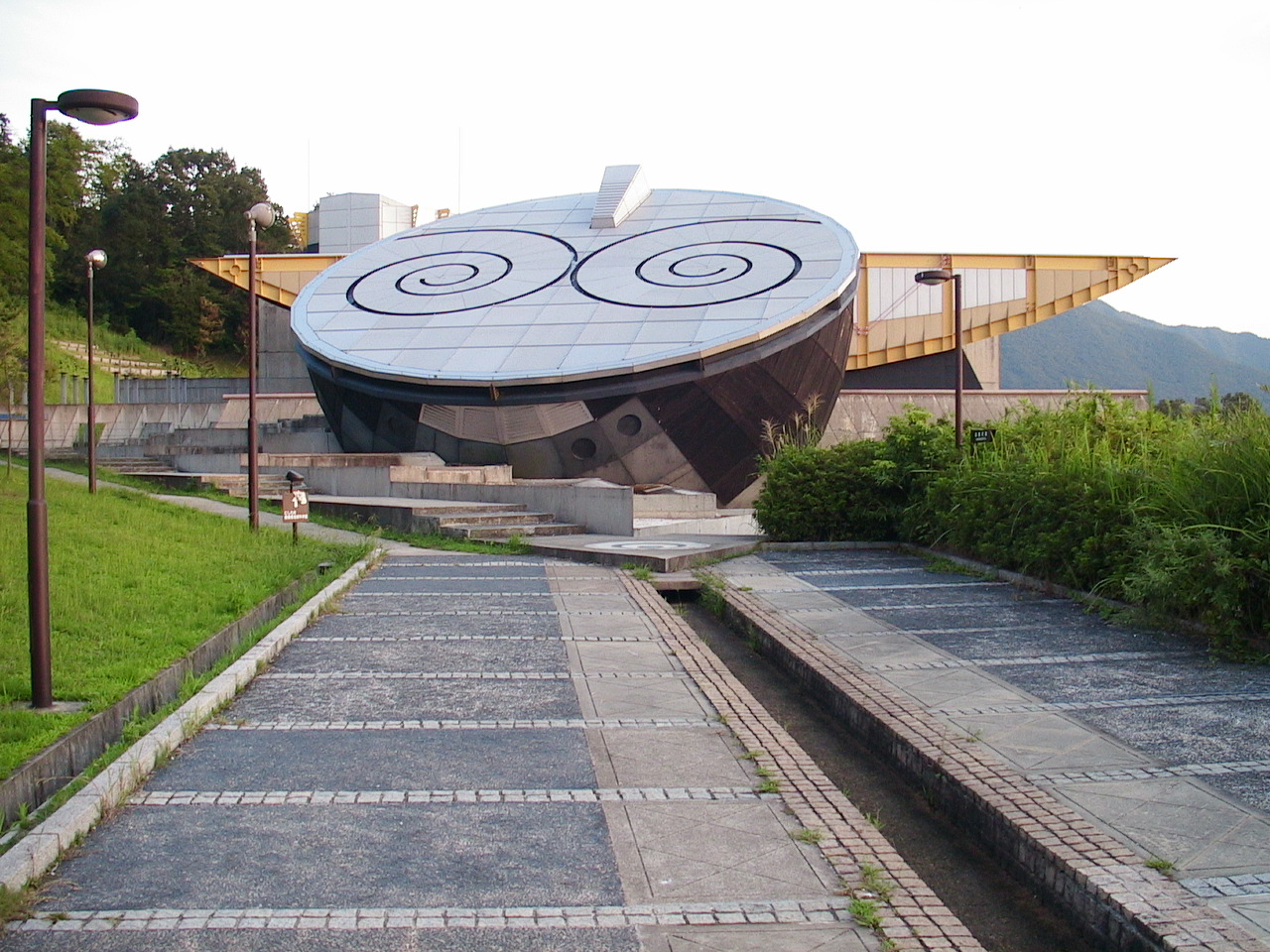
Observatorium in Japan
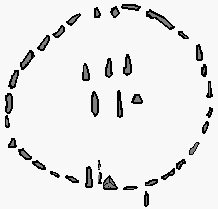
Nederzetting Nabta
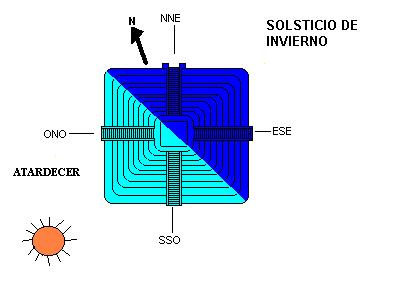
schematische weergave van zon en schaduw op El Castillo

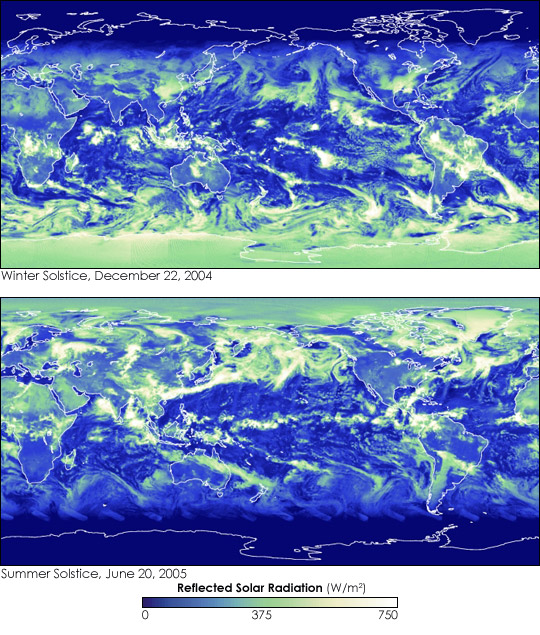
Deze opnamen van de NASA tonen duidelijk het verschil in de hoeveelheden teruggekaatst zonlicht op het noordelijk en het zuidelijk halfrond ten tijde van de winterwende (boven) en de zomerwende (onder). Lichtere kleuren duiden op méér reflectie.